# Luisa Seghezzi
Pour les articles homonymes, voir Seghizzi.
Luisa Seghezzi, née le 6 décembre 1965 à Bergame, est une coureuse cycliste italienne.

## Palmarès
- 1983
  - 3e du Championnat d'Italie sur route
- 1984
  - 9e des Jeux olympiques
- 1987
  - 8e du championnat du monde de cyclisme sur route
- 1989
  - 6e étape du Tour de la Drôme
- 1990
  - 3e du championnat du monde de cyclisme sur route